# JP233

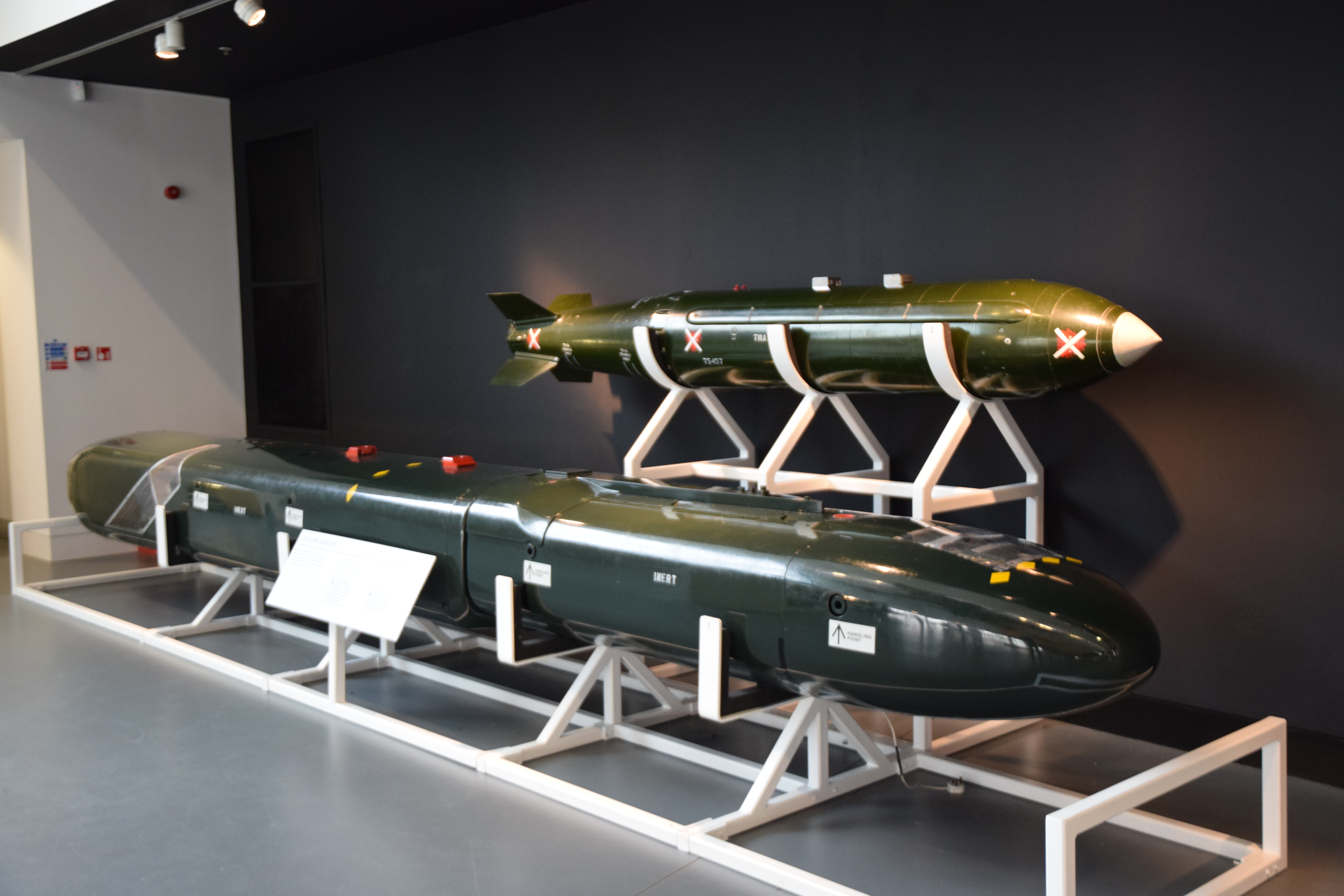
JP233ディスペンサー（手前）。奥はWE.177戦術核爆弾。

JP233はイギリスで開発された小爆弾・地雷散布ディスペンサー。冷戦期に滑走路制圧用として開発され、湾岸戦争において実戦使用されている。

## 概要
1970年代にワルシャワ条約機構軍の航空基地を攻撃するための広域制圧兵器として構想され、1978年より本格開発を開始している。英米の攻撃機向けに開発されたが、アメリカ軍は1980年に開発から撤退した。イギリスにおける開発は継続され、1986年より配備を開始した。トーネード IDSが搭載するほか、SEPECAT ジャギュア、ホーカー・シドレー ハリアーにも搭載構想があり、アメリカ軍ではF-111に搭載する構想であった。
トーネード IDSの場合、JP233は胴体下部に2基を搭載する。先端と角に丸みを帯びた直方体系の大型ディスペンサーであり、前部にはHB-876多目的地雷(2.4kg)215個、後部にはSG-357滑走路攻撃爆弾(26kg)30個が格納されている。攻撃の際は、低空侵攻により航空基地上空を航過しつつ、各子爆弾・地雷を同時に散布する。なお、各子爆弾・地雷はパラシュートにより減速投下される。また攻撃終了後は、爆弾収納部を投棄する仕組みである。
SG-357は、炸薬が二重になっており、まず成形炸薬により滑走路舗装面に穴を開け、その後通常炸薬により、それを拡大させる。これにより、通常よりも大きなクレーターを形成させる。HB-876は滑走路補修作業を妨害するために散布される地雷であり、対人・対物兼用である。補修用ブルドーザーへの妨害も意図している。時限信管を有しているため、短時間での除去作業は容易ではない。
JP233は、湾岸戦争において、緒戦のイラク軍航空基地攻撃に用いられた。実戦投入は湾岸戦争のみであり、約100基が使用されたが、そこにおいても緒戦の航空基地制圧が終了すると、用いられなくなった。この航空基地攻撃において、トーネード IDSが対空砲火により、大きな被害を受けたと言われることがあるが、実際のところは、JP233による攻撃時に撃墜された機体は無かった。JP233は、航空基地上空を母機が航過しなくてはならず、対空砲火被害の危険は避けられないため、後継ディスペンサー兵器には、母機の安全性を重視し、スタンドオフ性を有する大型ミサイル・滑空兵器が用いられてきている。
なお、対人地雷禁止条約によりHB-876が1999年までに廃棄されると、JP233も廃止された。